# Bedtime Stories (album de Jay Chou)
Pour les articles homonymes, voir Bedtime Stories.
Albums de Jay Chou
Aiyo, Not Bad
(2014) Greatest Works of Art
(2022)
Bedtime Stories (周杰倫的床邊故事) est le quatorzième album studio de l'auteur-compositeur-interprète taïwanais Jay Chou, sorti le 24 juin 2016 chez JVR Music,,.
Cet album a remporté le prix du meilleur album aux China Music Awards et nommé trois fois aux Golden Melody Awards.

## Contexte
Le matériel de l'album a été écrit par Chou, son collaborateur de longue date Vincent Fang et Alang Huang, tandis que la production a été gérée par Chou. Le chanteur a imaginé Bedtime Stories de Jay Chou comme un livre audio, dans lequel il raconte dix histoires musicales. Sa composition utilise principalement des styles pop et R&B. 
L'album a reçu des critiques positives de la part des critiques musicaux, louant ses styles musicaux et sa qualité de production. Il a atteint la première place du classement des albums de Hong Kong et la troisième place du classement des albums mondiaux américains publié par Billboard . En Chine, l'album numérique a enregistré plus de 2 millions d'unités vendues.
L'album contient les chansons « Shouldn't Be », avec la participation de la chanteuse taïwanaise A-Mei, ainsi que « Failure of Love » et « Love Confession ». Il a été nommé pour trois Golden Melody Awards à Taiwan et a remporté le prix du meilleur album mandarin de l'année aux Chinese Music Awards 2017. Chou s'est lancé dans la tournée mondiale Invincible une semaine après la sortie de l'album, qui a comporté des concerts à travers l'Asie, l'Europe, l'Amérique du Nord et l'Océanie.

## Liste des chansons
| 1.    | Bedtime Stories (床邊故事 - Chuáng biān gùshì)       | 3:46 |
| 2.    | Let's Go (說走就走 - Shuo zou jiu zou)               | 4:26 |
| 3.    | A Little Bit (一點點 - Yi diandian)                  | 3:42 |
| 4.    | Lover of Past Life (前世情人 - Qian shi qing ren)    | 3:20 |
| 5.    | Hero (英雄 - Yinxiong)                               | 3:21 |
| 6.    | Shouldn't Be (不該 - Bu gai, avec A-Mei)             | 4:49 |
| 7.    | Turkish Ice Cream (土耳其冰淇淋 - Tǔ'ěrqí bīngqílín) | 3:15 |
| 8.    | Love Confession (告白氣球 - Gaobai qiqiu)            | 3:35 |
| 9.    | Now You See Me                                       | 2:54 |
| 10.   | Failure at Love (愛情廢柴 - Àiqíng fèi chái)         | 4:45 |
| 37:53 |                                                      |      |